# Pareuthria powelli
Pareuthria powelli is een slakkensoort uit de familie van de Buccinidae. De wetenschappelijke naam van de soort is voor het eerst geldig gepubliceerd in 1977 door Cernohorsky.